# Xenorias polyctenius
Xenorias polyctenius är en sjöstjärneart som först beskrevs av Fisher 1913.  Xenorias polyctenius ingår i släktet Xenorias och familjen solsjöstjärnor. Inga underarter finns listade i Catalogue of Life.